# Nordamerikansk grävling
Nordamerikansk grävling (Taxidea taxus) är ett rovdjur i familjen mårddjur (Mustelidae). Den förekommer i Nordamerika där den bara kallas ”grävling” (badger). Nyare forskning har visat att den inte är närmare släkt med grävlingsarter från Gamla världen.

## Utseende
Pälsen är på ryggen och sidorna grå- eller rödaktig. Buken är oftast gulbrun och extremiteterna mörkbruna eller svarta. Djuret har en karakteristisk vit remsa som går från näsan över skallen till skuldrorna eller ryggens mitt. Även andra delar av huvudet har en svart-vit mönstring. Nosen är spetsig och öronen är rundade och lågt ansatta. Svansen är kort och yvig.
Kroppslängden (huvud och bål) ligger mellan 52 och 87 cm, svansens längd mellan 10 och 16 cm och vikten mellan 4 och 12 kg. Framtassarnas klor är långa och böjda.
Tandformeln är I 3/3 C 1/1 P 3/2-3 M 1/2.

## Utbredning och habitat
Som namnet antyder förekommer arten i Nordamerika och utbredningsområdet ligger huvudsakligen i kontinentens mellersta del. Denna art finns från norra Alberta över stora delar av västra och mellersta USA, ned till centrala Mexiko. Habitatet utgörs av öppna och torra regioner som prärie eller gräsmark och ibland även ängs- och hagmark.

## Levnadssätt

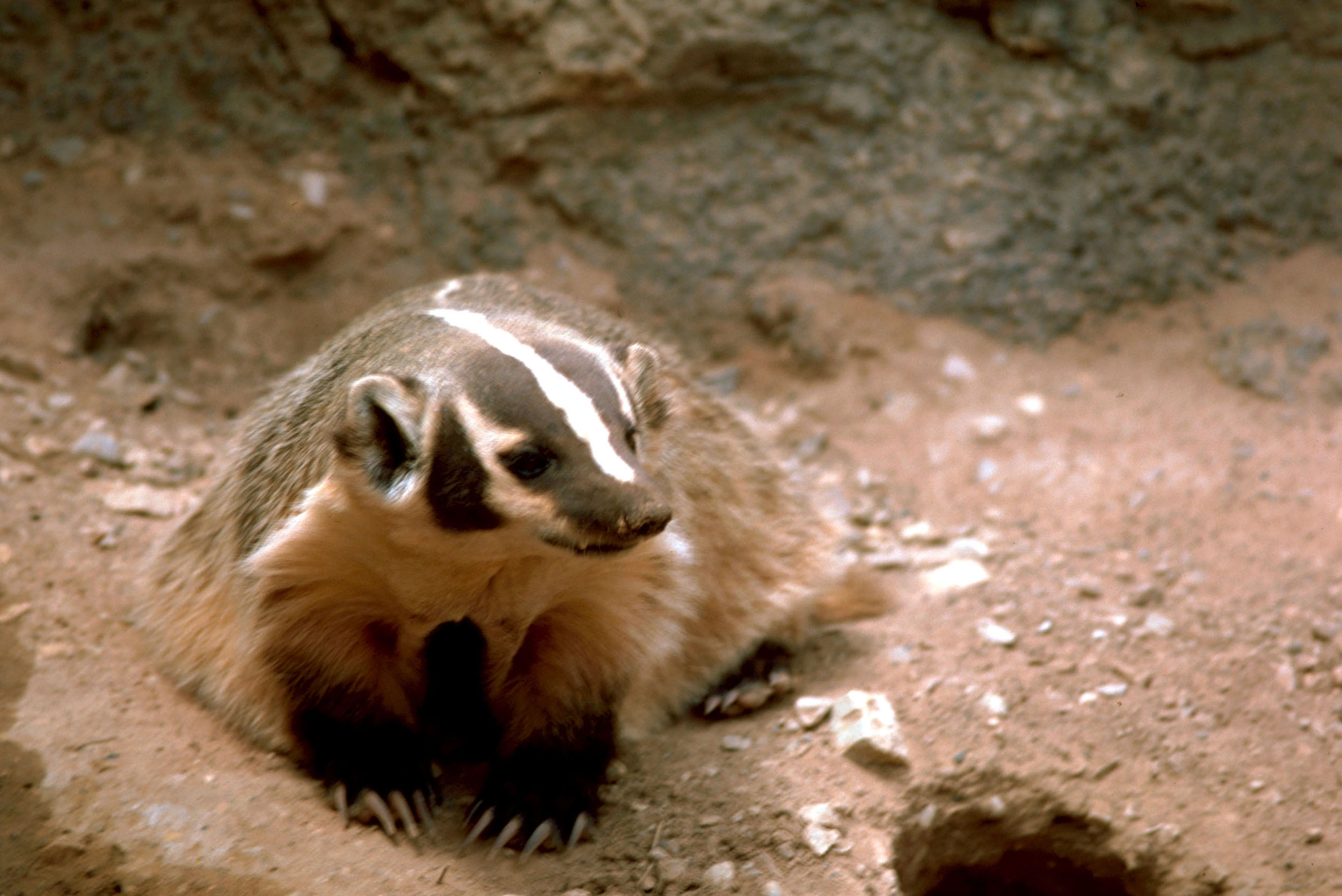

Med sin smala kropp och sina skarpa klor har denna grävling god förmåga att gräva i kompakta markytor. Dessa djur gräver huvudsakligen för att komma åt bytet men de sover även i egenhändigt grävda tunnlar eller modifierar lyor som byggts av andra djur. I motsats till den europeiska grävlingen lever de inte hela livet i samma lya utan lämnar den efter ungefär en månad. De har även flera lyor i sitt revir. Den nordamerikanska grävlingens tunnelsystem kan vara upp till 10 meter långt och kan ligga 3 meter under markytan. Vid slutet finns oftast en rundare håla fodrad med löv.
Vanligtvis är nordamerikanska grävlingar aktiva året runt. Vid särskilt kalla vintrar stannar de några dagar eller veckor i lyan och håller vinterdvala.
Även angående djurets sociala beteende finns skillnader mellan den nordamerikanska och den europeiska grävlingen. De förstnämnda bildar inga grupper och lever ensamma. De letar helst föda nattetid men är även aktiva på dagen. I stort sett stannar de hela livet i samma revir. Territoriets storlek är för hanar omkring 2,4 kvadratkilometer och för honor cirka 1,6 kvadratkilometer. Ibland överlappar reviren för två individer men de vistas sällan tillsammans.

### Föda
I motsats till den europeiska grävlingen äter denna grävling sällan växtdelar. Bytesdjuren utgörs huvudsakligen av gnagare som lever under jorden, fåglar som häckar på marken och deras ägg samt reptiler (även skallerormar) och insekter. Ibland kompletteras födan med majs och solrosfrön eller med större bytesdjur som skunkar.
Ofta förekommer påståendet att nordamerikanska grävlingar och prärievargar bildar en sorts "jaktgemenskap". Sanningen är att prärievargar väntar tills grävlingen har grävt upp gnagarna för att lätt komma åt sitt byte. Grävlingen har ingen fördel av händelsen.

### Fortplantning
Parningstiden infaller på sommaren eller den tidiga hösten men på grund av att ägget vilar en tid börjar den egentliga dräktigheten som varar i ungefär sex veckor först mellan december och februari. Fenomenet benämns fördröjd implantation.  Mellan mars och april föder honan ett till fem ungdjur. De nyfödda ungarna är i början blinda och hjälplösa och stannar de första veckorna i lyan som inreds med löv och gräs. Efter fyra veckor öppnar ungarna ögonen och efter cirka sex veckor sluter honan att ge di. Honor blir ofta könsmogen redan efter fyra månader. Den första parningen för hanar ligger däremot i andra levnadsåret.
Medellivslängden i naturen ligger mellan fyra och fem år och under särskilt goda förhållanden kan de bli 14 år gamla. Enskilda individer i fångenskap blev till och med 26 år gamla.

## Nordamerikansk grävling och människa

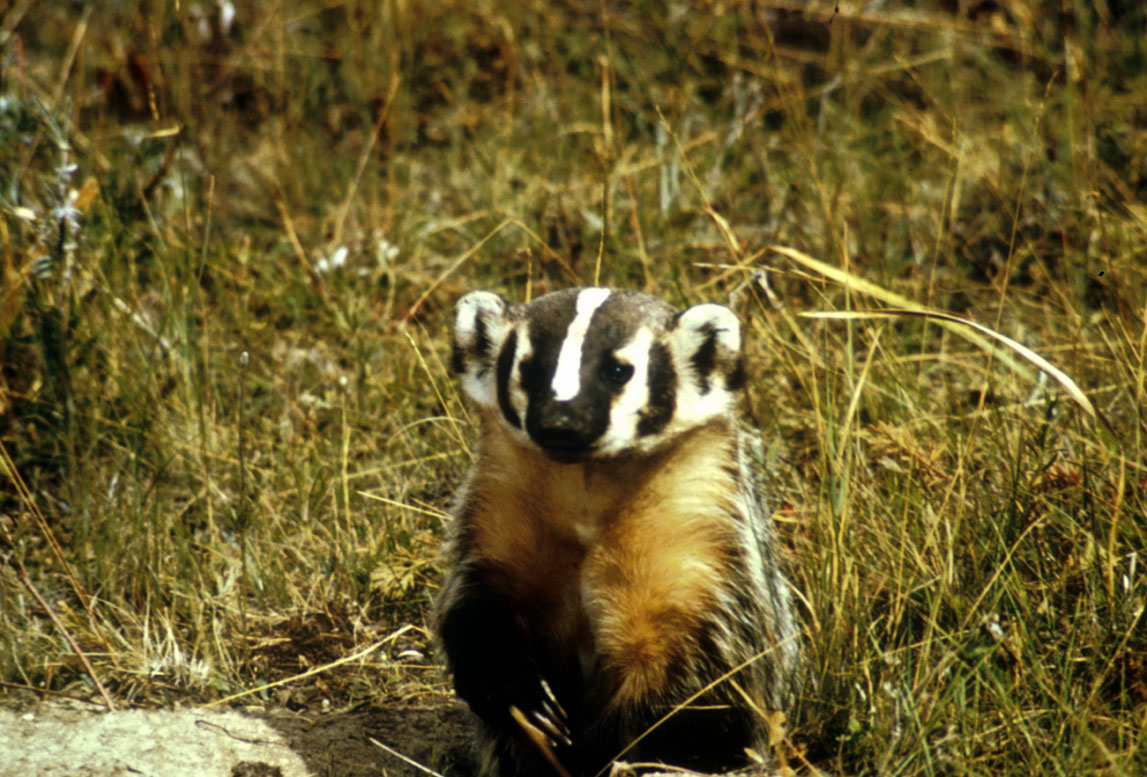

Med undantag av människan har den nordamerikanska grävlingen nästan inga fiender. Ibland förekommer förföljelse på grund av att deras tunnlar ligger tätt under markytan så att boskapsdjur faller ned och bryter ben. Dessutom dör grävlingar när de blir överkörda av bilar eller när de äter giftbete som egentligen var tänkt för prärievargen.
Tidigare blev de jagade av indianer för pälsens skull. Det framställdes även rakborstar av deras hår men idag används huvudsakligen syntetiska material för detta.
Trots allt ökade beståndet av dessa djur under 1800-talet och 1900-talet. De finns nu även i Ontario och Ohio och det förekom även observationer i New England. Den nordamerikanska grävlingen räknas alltså inte till de hotade arterna.

## Systematik
Förut räknades den nordamerikanska grävlingen till de egentliga grävlingarna (Melinae) som förekommer i Eurasien. Idag är det känt att likheterna uppkom genom konvergent evolution. Efter nyare undersökningar klassas arten i en egen underfamilj, Taxidiinae, som troligen är närmare släkt med underfamiljen Mustelinae.